# Неферіркара II
Неферіркара II — давньоєгипетський фараон, останній правитель з VIII династії.

## Життєпис
Фараон відомий тільки з Абідоського списку. Нині не знайдено жодних пам'ятників його правління.